# Astrodictyum panamense
Astrodictyum panamense is een slangster uit de familie Gorgonocephalidae.
De wetenschappelijke naam van de soort werd in 1867 gepubliceerd door Addison Emery Verrill.